# Crantzia tigrina
Crantzia tigrina är en tvåhjärtbladig växtart som först beskrevs av Gustav Karl Wilhelm Hermann Karsten, och fick sitt nu gällande namn av Karl Fritsch. Crantzia tigrina ingår i släktet Crantzia och familjen Gesneriaceae. Inga underarter finns listade i Catalogue of Life.